# Premi Goya 1992
La cerimonia di premiazione della 6ª edizione dei Premi Goya si è svolta il 7 marzo 1992 al Palacio de Congresos di Madrid.

## Vincitori e candidati
I vincitori sono indicati in grassetto, a seguire gli altri candidati.

### Miglior film
- Amantes - Amanti (Amantes), regia di Vicente Aranda
- Don Giovanni negli inferni (Don Juan en los infiernos), regia di Gonzalo Suárez
- Il re stupito (El rey pasmado), regia di Imanol Uribe

### Miglior regista
- Vicente Aranda - Amantes - Amanti (Amantes)
- Pilar Miró - Beltenebros
- Imanol Uribe - Il re stupito (El rey pasmado)

### Miglior attore protagonista
- Fernando Guillén - Don Giovanni negli inferni (Don Juan en los infiernos)
- Gabino Diego - Il re stupito (El rey pasmado)
- Jorge Sanz - Amantes - Amanti (Amantes)

### Migliore attrice protagonista
- Silvia Munt - Ali di farfalla (Alas de mariposa)
- Maribel Verdú - Amantes - Amanti (Amantes)
- Victoria Abril - Amantes - Amanti (Amantes)

### Miglior attore non protagonista
- Juan Diego - Il re stupito (El rey pasmado)
- José Luis Gómez - Beltenebros
- Javier Gurruchaga - Il re stupito (El rey pasmado)

### Migliore attrice non protagonista
- Kiti Mánver - Tutto per la pasta (Todo por la pasta)
- Cristina Marcos - Tacchi a spillo (Tacones lejanos)
- María Barranco - Il re stupito (El rey pasmado)

### Miglior regista esordiente
- Juanma Bajo Ulloa - Ali di farfalla (Alas de mariposa)
- Ana Belén - Come essere donna senza lasciarci la pelle (Como ser mujer y no morir en el intento)
- Manuel Gómez Pereira - Salsa rosa

### Miglior sceneggiatura originale
- Juanma Bajo Ulloa e Eduardo Bajo Ulloa - Ali di farfalla (Alas de mariposa)
- Álvaro del Amo, Carlos Pérez Merinero e Vicente Aranda - Amantes - Amanti (Amantes)
- Luis Marías - Tutto per la pasta (Todo por la pasta)

### Miglior sceneggiatura non originale
- Juan Potau e Gonzalo Torrente Malvido - Il re stupito (El rey pasmado)
- Mario Camus, Juan Antonio Porto e Pilar Miró - Beltenebros
- Carmen Rico-Godoy - Come essere donna senza lasciarci la pelle (Como ser mujer y no morir en el intento)

### Miglior produzione
- Andrés Santana - Il re stupito (El rey pasmado)
- José Luis García Arrojo - Beltenebros
- Alejandro Vázquez - Don Giovanni negli inferni (Don Juan en los infiernos)

### Miglior fotografia
- Javier Aguirresarobe - Beltenebros
- Carlos Suárez - Don Giovanni negli inferni (Don Juan en los infiernos)
- Hans Burmann - Il re stupito (El rey pasmado)

### Miglior montaggio
- José Luis Matesanz - Beltenebros
- Teresa Font - Amantes - Amanti (Amantes)
- José Salcedo - Tacchi a spillo (Tacones lejanos)

### Miglior colonna sonora
- José Nieto - Il re stupito (El rey pasmado)
- Alejandro Massó - Don Giovanni negli inferni (Don Juan en los infiernos)
- Bernardo Bonezzi - Tutto per la pasta (Todo por la pasta)

### Miglior scenografia
- Félix Murcia - Il re stupito (El rey pasmado)
- Fernando Sáenz e Luis Vallés - Beltenebros
- Wolfgang Burmann - Don Giovanni negli inferni (Don Juan en los infiernos)

### Migliori costumi
- Javier Artiñano - Il re stupito (El rey pasmado)
- Yvonne Blake - Don Giovanni negli inferni (Don Juan en los infiernos)
- José María Cossio - Tacchi a spillo (Tacones lejanos)

### Miglior trucco e acconciatura
- Romana González e Josefa Morales - Il re stupito (El rey pasmado)
- Juan Pedro Hernández - Beltenebros
- Gregorio Ros e Jesús Moncusi - Tacchi a spillo (Tacones lejanos)

### Miglior sonoro
- Gilles Ortión e Ricard Casal - Il re stupito (El rey pasmado)
- Carlos Faruolo, Manuel Cora e Alberto Herena - Beltenebros
- Jean-Paul Mugel - Tacchi a spillo (Tacones lejanos)

### Migliori effetti speciali
- Reyes Abades - Beltenebros
- Carlo de Marchis - Capitán Escalaborns
- Kit West - Tutto per la pasta (Todo por la pasta)

### Miglior film straniero in lingua spagnola
- La frontera, regia di Ricardo Larraín
- Hello Hemingway, regia di Fernando Pérez
- Jericó, regia di Luis Alberto Lamata
- Técnicas de duelo, regia di Sergio Cabrera

### Miglior cortometraggio
- La viuda negra, regia di Jesús Delgado
- Eduardo, regia di Diana de Pietri
- La doncella virtuosa, regia di Vicente Pérez
- Ni contigo ni sin ti, regia di Gerardo Herrero

### Premio Goya alla carriera
- Emiliano Piedra